# Milagro de fe
Milagro de fe es una película colombiana del género dramático dirigida por Ángel Ayllón y protagonizada por Daniela Trujillo, Jesús David Forero, Hans Martínez, Andrés Toro y Mike Moreno. Fue estrenada el 15 de febrero de 2024 en las salas de cines del país. De acuerdo con el director, el filme está basado en la historia real de un hombre que tuvo que luchar por rescatar a su hija de la prostitución y la drogadicción en un sector conocido como El Bronx en la ciudad de Bogotá.

## Sinopsis
Ángela es una joven que conoce las drogas y no puede evitar volverse adicta a ellas. Su padre Jairo y su mejor amigo Lucas harán hasta lo imposible por sacarla de este oscuro mundo, pero su novio Jorge se aprovecha de su vulnerabilidad y la termina vendiendo a un prostíbulo ubicado en la peor zona de Bogotá, de la que difícilmente podrá salir por sus propios medios.

## Reparto
- Daniela Trujillo es Ángela
- Jesús David Forero es Samuel
- Andrés Toro es Jairo
- Hans Martínez es Lucas
- Mike Moreno es Jorge